# Краснокутський Семен Григорович
Семе́н Григо́рович Красноку́тський (* 1787/88 — † 15 лютого 1840, Тобольськ) — російський військовик, правник, сановник Російської імперії, член Південного товариства, масон українського походження з козацько-старшинського роду Краснокутських. Брат Олександра Краснокутського.

## Біографія
Народився 1787 чи 1788 року в сім'ї Григорія Івановича Краснокутського (1751—1813), майбутнього київського губернського прокурора. Його мати — Софія — походила з родини козацької старшини Степана Томари та його дружини Ганни, дочки полтавського полковника В. Кочубея.
1798 року вступив до Петербурзького Сухопутного кадетського корпусу. 27 листопада 1802 р. став унтер-офіцером, 19 вересня 1805 р. закінчив навчання прапорщиком лейб-гвардії Семеновського полку.
1807 р. підвищений до підпоручика. Від 7 лютого 1809 р. — поручик, із 13 травня 1811 р. — штабс-капітан.
Учасник Війни 1812 року, зокрема, Бородинської битви, та зарубіжних антинаполеонівських походів 1813—1814 рр.
Від 5 жовтня 1813 р. — капітан, а з 25 січня 1816 р. — полковник. 14 березня 1816 р. призначений командиром Олонецького піхотного полку.
1817 р. став членом Союзу благоденства, прийнятий до цієї організації особисто П. Пестелем.
7 грудня 1821 р. звільнений зі служби у званні генерал-майора. З 23 червня 1823 р. — обер-прокурор Сенату Російської імперії.
8 січня 1826 р. арештований за причетність до повстання декабристів. Утримувався до літа 1826 р. у Петропавлівській фортеці. У липні 1826 р. засуджений за 8-м розрядом звинувачення («належав до таємного товариства зі знанням мети в обмеженні самодержавної влади Сенатом і знав про підготовку до заколоту»). Згідно з указом імператора Миколи I, позбавлений чинів і дворянства та покараний довічним засланням. Невдовзі заслання було змінено на 20-річне.
6 серпня 1826 р. відправлений до Сибіру, в дорозі тяжко занедужав. 1827 р. прибув до Якутська, цього ж року був переведений до Вітіма Іркутської губернії, 1829 р. — до Мінусинська Єнісейської губернії. Хворів на ревматизм. Улітку 1831 р. із дозволу влади виїхав на Туркійські мінеральні води до Байкалу, але на шляху туди зазнав паралічу ніг й від вересня осів у Красноярську Єнісейської губернії. 1835 р. успадкував кошти, заповідані йому Єлизаветою Томарою (до шлюбу Каламей) — дружиною материного брата Василя.
На прохання сестри — Надії Лукашевич — його 1838 р. перевезли до Тобольська, де він і помер 15 лютого 1840 року. Похований на міському Завальному кладовищі.

## Особисті відомості

### Відзнаки
1807 р. відзначився в боях російської армії з французьким військом, отримав прикрашену алмазами золоту шпагу з написом «За храбрость». Удостоєний орденів святого рівноапостольного князя Володимира IV ступеня з бантом і святої Анни ІІ ступеня, іноземними нагородами.